# Мемориальный парк розового треугольника
Мемориальный парк Розового треугольника (англ. Pink Triangle Park and Memorial) — мемориальный комплекс в районе Кастро Сан-Франциско, созданный в память обо всех представителях ЛГБТ (геях, лесбиянках, бисексуалах и транс-людях), которые подвергались преследованию и дискриминации из-за своей сексуальной ориентации и гендерной идентичности. Монумент был открыт 23 июня 2003 года.
Памятник расположен в районе Кастро — одном из старейших гей-кварталов США, с ним связано имя известного гей-активиста Харви Милка. Комплекс располагается на пересечении 17-й улицы и Маркет-Стрит, через дорогу от площади Харви Милка.
Авторами проекта являются художники Роберт Брюс (Robert Bruce) и Сьюзен Мартин (Susan Martin). В парке треугольной формы стоит 15 трёхгранных белых колонн, увенчанных розовыми треугольниками, которые расположены так, что составляют на склоне равносторонний треугольник. Колонны символизируют 15 000 гомосексуалов, погибших в концлагерях нацистской Германии.
По парку идёт дорога, в середине имеющая площадку в виде розового треугольника. Розовый треугольник является символом скорби ЛГБТ-сообщества, поскольку он являлся меткой узников-гомосексуалов в нацистских концлагерях. Памятная доска парка напоминает, что после падения нацистского режима узники-гомосексуалы были отправлены обратно в тюрьмы, а впоследствии вплоть до 2002 года официальные власти не признавали их жертвами Третьего Рейха.
По замыслу устроителей мемориальный парк являет собой физическое напоминание того, что преследование одной отдельной группы людей в итоге неизбежно навредит всему обществу.
Парк был заложен 10 декабря, в день принятия Всеобщей декларации прав человека, дабы подчеркнуть неделимость прав человека вне зависимости от сексуальной ориентации и гендерной идентичности. На открытии присутствовал мэр Сан-Франциско Уилли Браун.
В 2008 году мемориал подвергся акту вандализма от ультраправых вандалов.